# Irena Jaczynowska
Irena Jaczynowska ps. „Irka” (ur. 22 kwietnia 1926 w Bydgoszczy, zm. 28 sierpnia 1944 w Warszawie) – sanitariuszka I plutonu „Sad” 2. kompanii „Rudy” batalionu „Zośka” Zgrupowania „Radosław”, uczestniczka powstania warszawskiego.
Córka Jana i Marii z domu Heinrich. Starsza siostra Marii Jaczynowskiej. Uczestniczka tajnych kompletów w Szkole Jadwigi Kowalczykówny i Jadwigi Jawurkówny w Warszawie („Szkoła na Wiejskiej”), gdzie w czerwcu 1944 roku zdała maturę. Do konspiracji weszła w 1940 r., należała do organizacji PET.
Jako sanitariuszka batalionu „Zośka” służyła na Woli i na Starym Mieście. Zginęła 28 sierpnia 1944 r. w kwaterze „Broda 53”, w domu przy ul. Franciszkańskiej 12 podczas nalotu. Wraz z Irką przy Franciszkańskiej 12 zginęło dwunastu żołnierzy z plutonu „Sad”.
Odznaczona Krzyżem Walecznych.